# Купцов, Артём Владимирович
Артём Владимирович Купцов (род. 22 апреля 1984 года) — российский легкоатлет, специализирующийся в прыжках с шестом. Чемпион России в помещении 2005 года.

## Биография
Родился 22 апреля 1984 года. У него есть старший брат Дмитрий (род. 1982), который также занимается прыжками с шестом.
Артём тренировался в челябинской школе олимпийского резерва имени Елены Елесиной под руководством А. П. Шалонникова.
Чемпион Европы среди юношей 2001 года. Затем был серебряным призёром Европейского юношеского Олимпийского фестиваля 2002 года, серебряным призёром чемпионата Европы среди юниоров 2003 года, бронзовым призёром Всемирных военных игр 2003 года. Завершил карьеру в 2008 году.
Окончил архитектурно-строительный факультет Южно-Уральского государственного университета.

## Основные результаты

### Международные
| Год  | Соревнования                                | Место проведения   | Место | Результат |
| ---- | ------------------------------------------- | ------------------ | ----- | --------- |
| 2001 | Чемпионат мира среди юношей                 | Дебрецен, Венгрия  | 1     | 5,15 м    |
| 2001 | Европейский юношеский Олимпийский фестиваль | Мурсия, Испания    | 2     | 5,10 м    |
| 2002 | Чемпионат мира среди юниоров                | Кингстон, Ямайка   | 5     | 5,40 м    |
| 2003 | Чемпионат Европы среди юниоров              | Тампере, Финляндия | 2     | 5,50 м    |
| 2003 | Всемирные военные игры                      | Катания, Италия    | 3     | 5,15 м    |
| 2005 | Чемпионат Европы в помещении                | Мадрид, Испания    | 7     | 5,60 м    |
| 2005 | Чемпионат Европы среди молодёжи             | Эрфурт, Германия   | 9     | 5,40 м    |

### Национальные
| Год  | Соревнования                 | Место проведения | Место | Результат |
| ---- | ---------------------------- | ---------------- | ----- | --------- |
| 2005 | Чемпионат России в помещении | Волгоград        | 1     | 5,50 м    |
| 2006 | Чемпионат России             | Тула             | 4     | 5,50 м    |
| 2007 | Чемпионат России             | Тула             | 6     | 5,60 м    |